# Allan Stratton

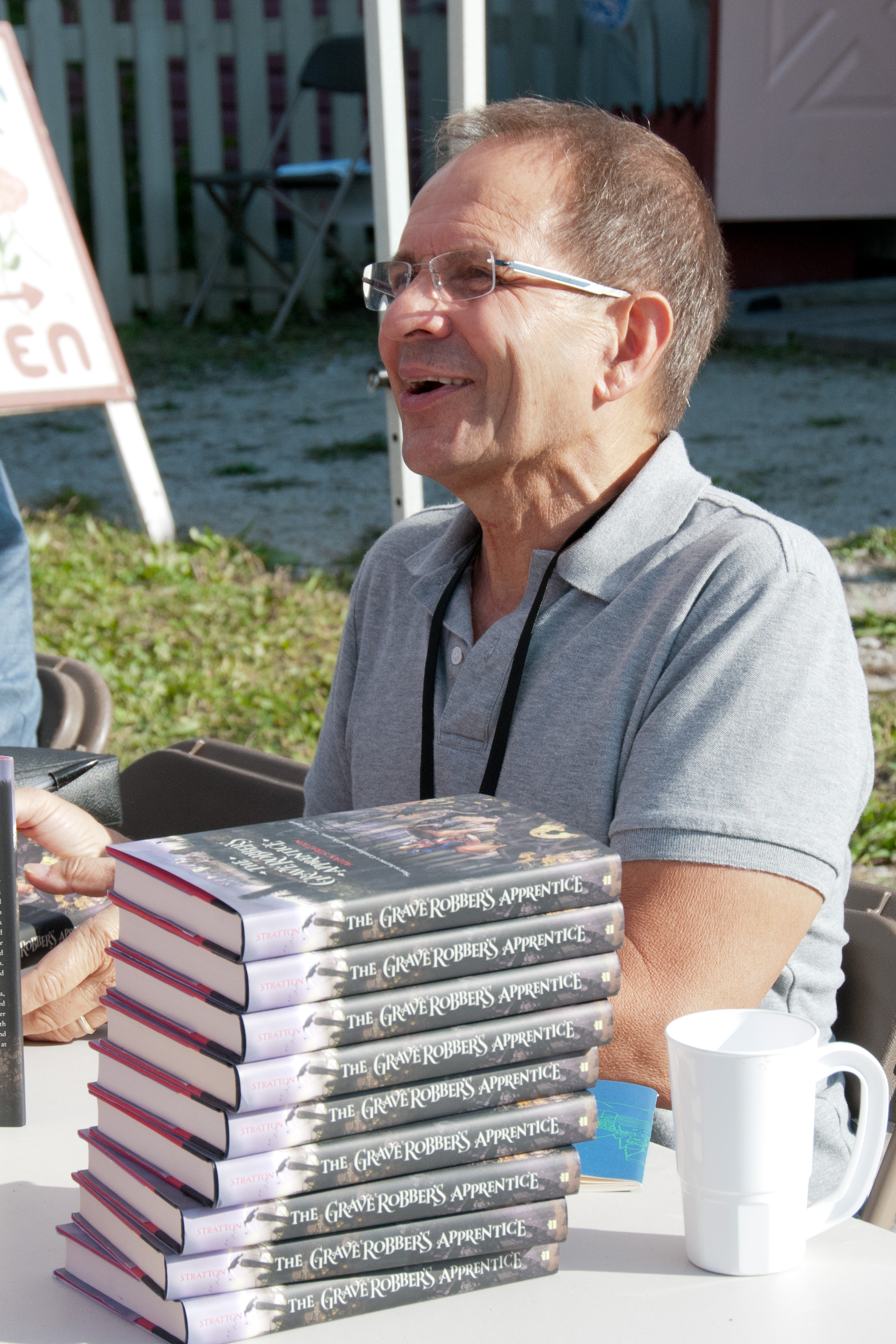
Allan Stratton

Allan Stratton (* 1951 in Stratford, Ontario) ist ein kanadischer Schauspieler und Schriftsteller.

## Leben und Wirken
Allan Stratton begann seine Theaterkarriere als Schauspieler, später schrieb er selbst erfolgreich Stücke. Worüber keiner spricht ist bereits sein zweiter Roman für Jugendliche. Für dieses Buch recherchierte er mehrere Monate in Südafrika, Simbabwe und Botswana, in engem Kontakt mit dortigen Projekten zur AIDS-Prävention und Betreuung von HIV-Infizierten und AIDS-Kranken. Der Roman bekam diverse Preise, unter anderem den „Children's Africana Book Award“, der jährlich fünf besonders ausgewogene und authentische Kinder- und Jugendbücher zum Thema Afrika auszeichnet.
Heute lebt er in Toronto, nach Zwischenstationen in Nordamerika und Europa.

## Werke

### Romane
- The Phoenix Lottery. Cormorant Books, 1998 ISBN 978-1896332161
- Leslie's Journal. Annick Press, Toronto 2000 ISBN 978-1550376654
- Chanda's Secrets. Annick Press, 2004 ISBN 978-1550378351
  - Übers. Heike Brandt: Worüber keiner spricht. dtv, München 2006 ISBN 978-3-423-78204-3
- Chanda's Wars. HarperCollins, 2008 ISBN 978-0060872625
  - Übers. Heike Brandt: Chandas Krieg. dtv, München 2007 ISBN 978-3-423-78218-0
- The Dogs.
  - Übers. Heike Brandt: Dark Dogs. dtv, 2018[1]

- The Way Back Home. Andersen, 2017 ISBN 978-1783445219
  - Übers. Manuela Knetsch: Zoe, Grace und der Weg zurück nach Hause. Hanser, München 2020 ISBN 978-3-446-26820-3.

### Theaterstücke
- Nurse Jane Goes to Hawaii. Samuel French, New York 1981 (Uraufführung 1980 am Phoenix Theatre, Toronto)
- Rexy! Playwrights Canada Press, Toronto 1981 (UA 1981 am Phoenix Theatre, Toronto)
- Joggers. In Words In Play: three comedies by Allan Stratton. Coach House Press, Toronto 1988. (UA am Toronto Free Theatre, 1982)
- Friends Of A Feather. Playwrights Canada Press, Toronto 1984. (UA 1984 auf der Hauptbühne des Shaw Festivals)
- A Flush of Tories. éditions nu-age, Montreal 1991. (UA 1991 am Prairie Theatre Exchange, Winnipeg)
- Papers. Playwrights Canada Press, Toronto 1986. (UA 1985 am Tarragon Theatre, Toronto)
- Bingo! Playwrights Coop, Toronto 1977. (UA 1977 am Vancouver Playhouse)
- The Hundred and One Miracles of Hope Chance. Coach House Press, Toronto 1988. (UA 1987 am Manitoba Theatre Centre)
- Bag Babies. Coach House Press, Toronto 1991. (UA 1990 am Theatre Passe Muraille, Toronto)